# Oak Park Heights
Oak Park Heights est une localité du comté de Washington, dans le Minnesota, aux États-Unis. Elle abrite notamment le Stillwater Overlook, un point de vue panoramique sur la rivière Sainte-Croix inscrit au Registre national des lieux historiques depuis le 27 décembre 2007.